# Giấy dừa
Giấy dừa là một loại giấy thủ công độc đáo, được làm từ tàu dừa cạn hoặc dừa nước. Trong lịch sử, có lẽ con người đã từng thử nghiệm làm giấy từ dừa, bởi hầu hết các loại thân cây có xơ đều có thể sử dụng cho mục đích này. Tuy nhiên, việc sử dụng dừa làm giấy không trở nên phổ biến cho đến khi các nghệ nhân làm tranh giấy dừa tham gia vào quá trình nghiên cứu và phát triển.

## Quy trình sản xuất

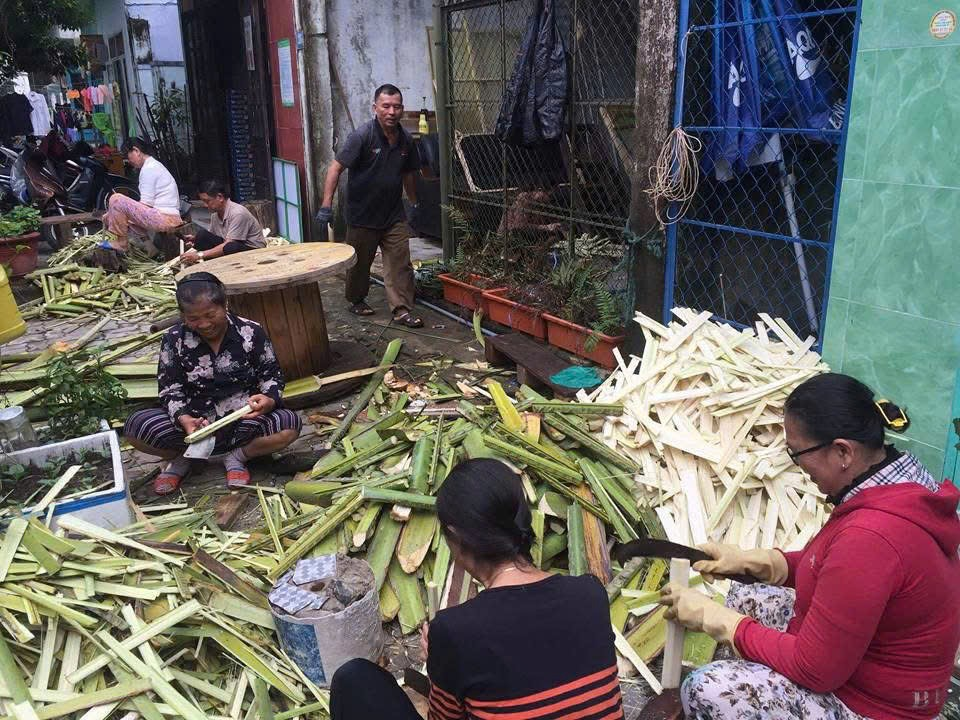
Chẻ cành dừa làm giấy

Giấy dừa được chế tác hoàn toàn thủ công, không sử dụng hóa chất. Tàu dừa cạn sau khi thu hoạch được lột vỏ, chặt mỏng, ngâm nước 3 ngày để loại bỏ mủ, rồi nấu với vôi sống trong 24 giờ. Sau đó, nguyên liệu được rửa sạch, nghiền nhuyễn thành bột, và ủ lên men từ 10 đến 17 ngày để đạt độ trắng tự nhiên. Sản phẩm cuối cùng là loại giấy có độ xơ đặc trưng, thích hợp cho nghệ thuật điêu khắc trên bột giấy.

## Đặc điểm và ứng dụng
Giấy dừa có đặc tính xơ tự nhiên, độ bền tương đối và màu sắc đặc trưng. Ứng dụng chính của loại giấy này là trong lĩnh vực nghệ thuật, đặc biệt là vẽ tranh điêu khắc bằng áp lực nước. Ngoài ra, giấy dừa cũng có tiềm năng ứng dụng trong sản xuất các sản phẩm thủ công mỹ nghệ và bao bì thân thiện với môi trường.

## Lịch sử và phát triển
Năm 2015, Lê Thanh Hà và Trương Tấn Thọ thành lập một xưởng giấy tại thành phố Hội An, Việt Nam. Họ nghiên cứu kỹ thuật làm giấy từ các phương pháp truyền thống như giấy giang của người H'mong và giấy trúc chỉ của người Mãn Thanh. Mục đích của họ là tìm kiếm một loại giấy phù hợp dùng làm chất liệu vẽ tranh bằng áp lực nước.
Sau khi thử nghiệm nhiều nguyên liệu và liên tiếp thất bại, họ tạo ra tấm giấy dừa nước đầu tiên vào ngày 31 tháng 5 năm 2017.

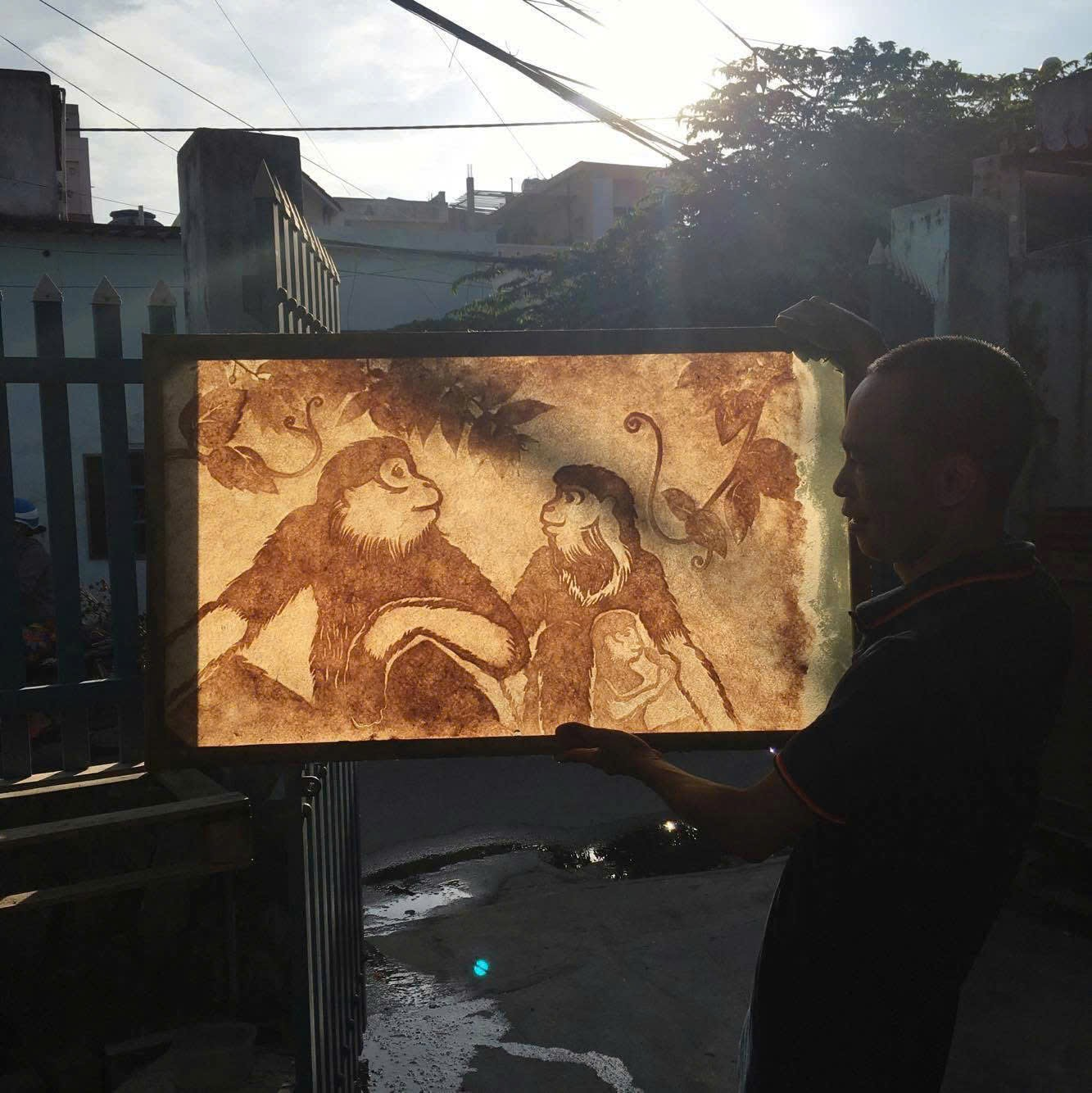
Nghệ nhân Lê Thanh Hà và bức tranh giấy dừa cạn đầu tiên

Một thời gian sau đó, hai người tách ra: Thọ tiếp tục ở Hội An phát triển các sản phẩm thủ công mỹ nghệ từ giấy dừa nước, còn Hà về Đà Nẵng tập trung sáng tạo những tác phẩm tranh tâm linh trên giấy dừa cạn.
Năm 2019, Huỳnh Văn Cường từ Bến Tre đến xưởng của Hà học kỹ thuật làm giấy, rồi trở về quê mở một doanh nghiệp riêng sử dụng cả 2 loại giấy dừa cạn và giấy dừa nước.
Như vậy, đến nay đã có ít nhất 3 cơ sở khác nhau khai thác những sản phẩm liên quan đến giấy dừa.

## So sánh với các loại giấy khác
- Khác với giấy công nghiệp từ gỗ, giấy dừa có thể không cần hóa chất tẩy trắng, mang tính thân thiện với môi trường, dù quy trình sản xuất thủ công khiến năng suất thấp hơn. Quá trình lên men tự nhiên kéo dài hơn nhiều lần so với sử dụng hóa chất.
- So với giấy dó, giấy dừa có nguyên liệu dễ kiếm hơn, quy trình đơn giản hơn. Tuy nhiên giấy dó có độ bền và tuổi thọ cao hơn. Giấy dừa có độ xơ thô hơn và ít mềm mại, nhưng dẻo dai, phù hợp với kỹ thuật điêu khắc áp lực nước và chế tác các đồ thủ công mỹ nghệ như túi, quạt, đèn lồng...

## Một số sản phẩm từ giấy dừa

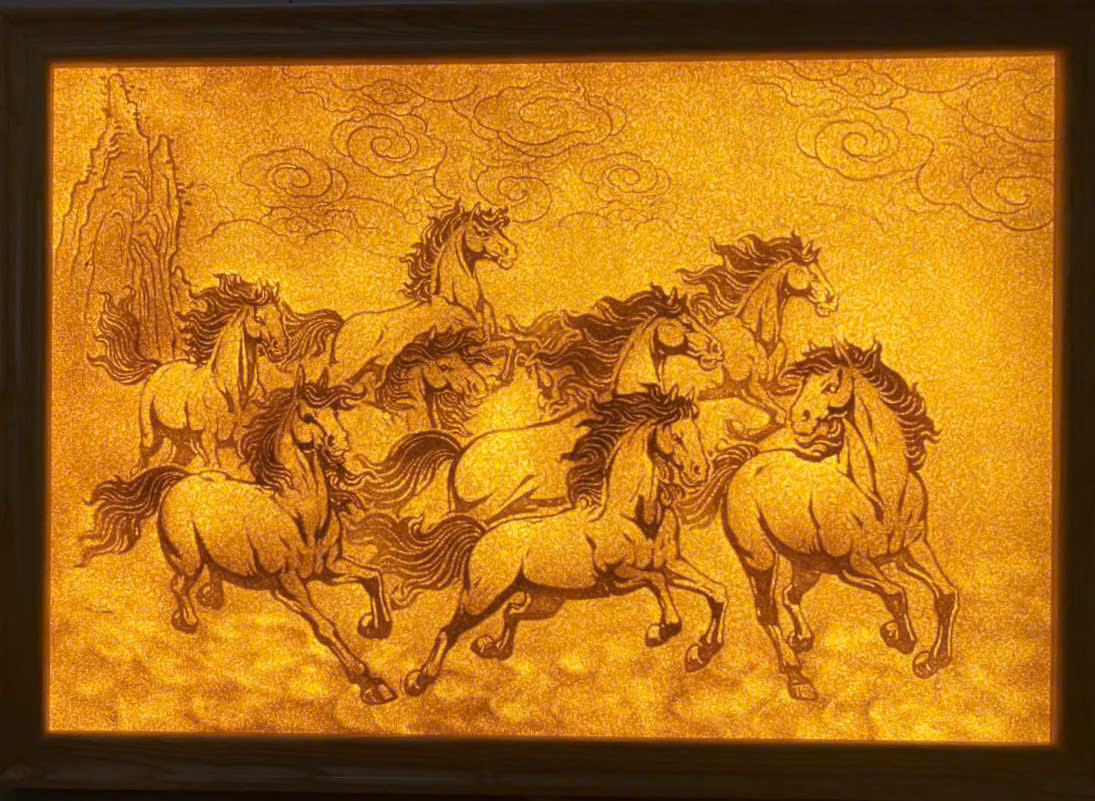
Bát mã
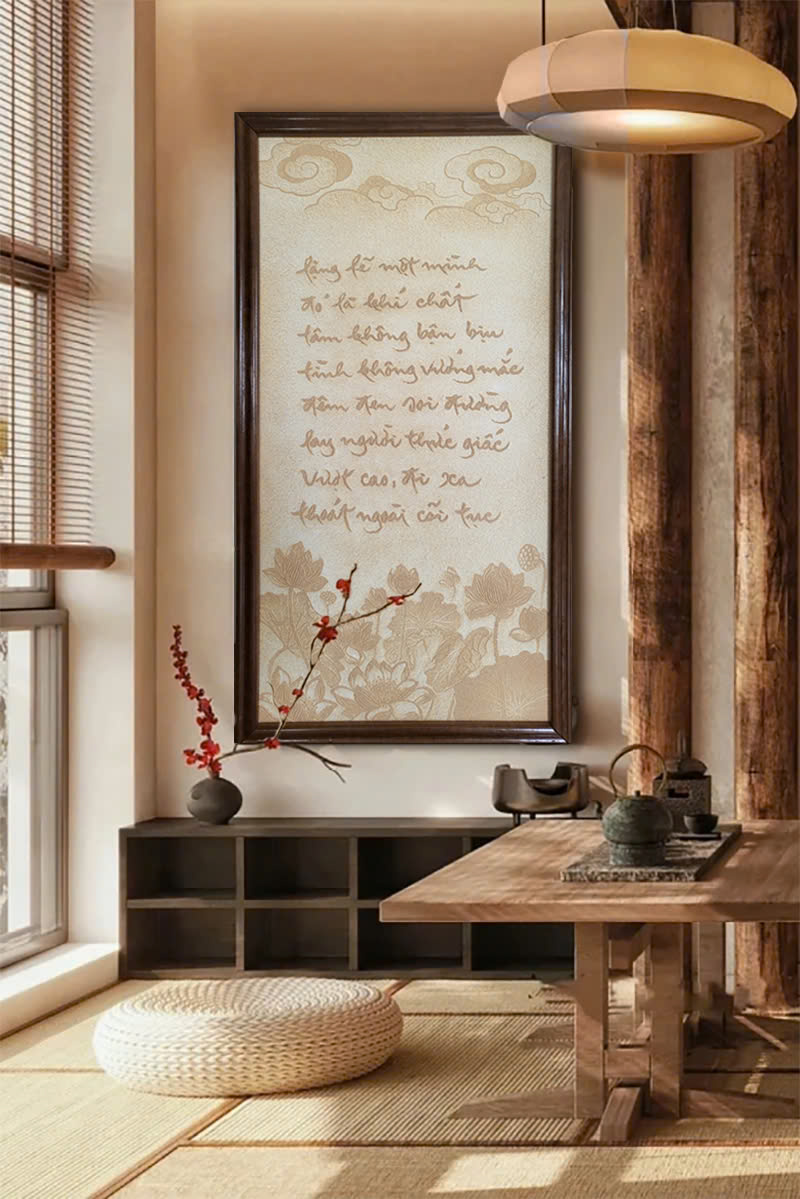
Một mình
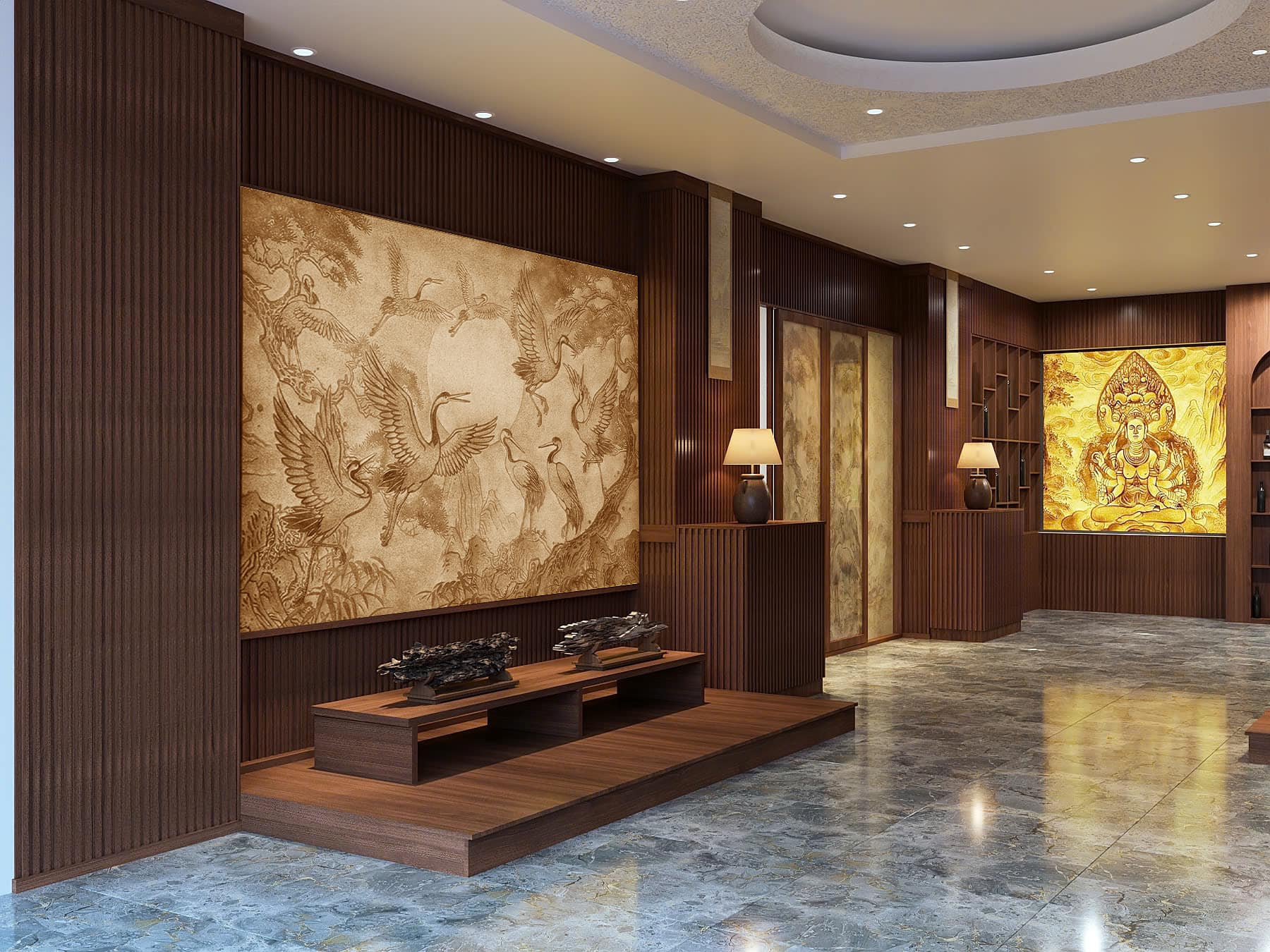
Tiên hạc
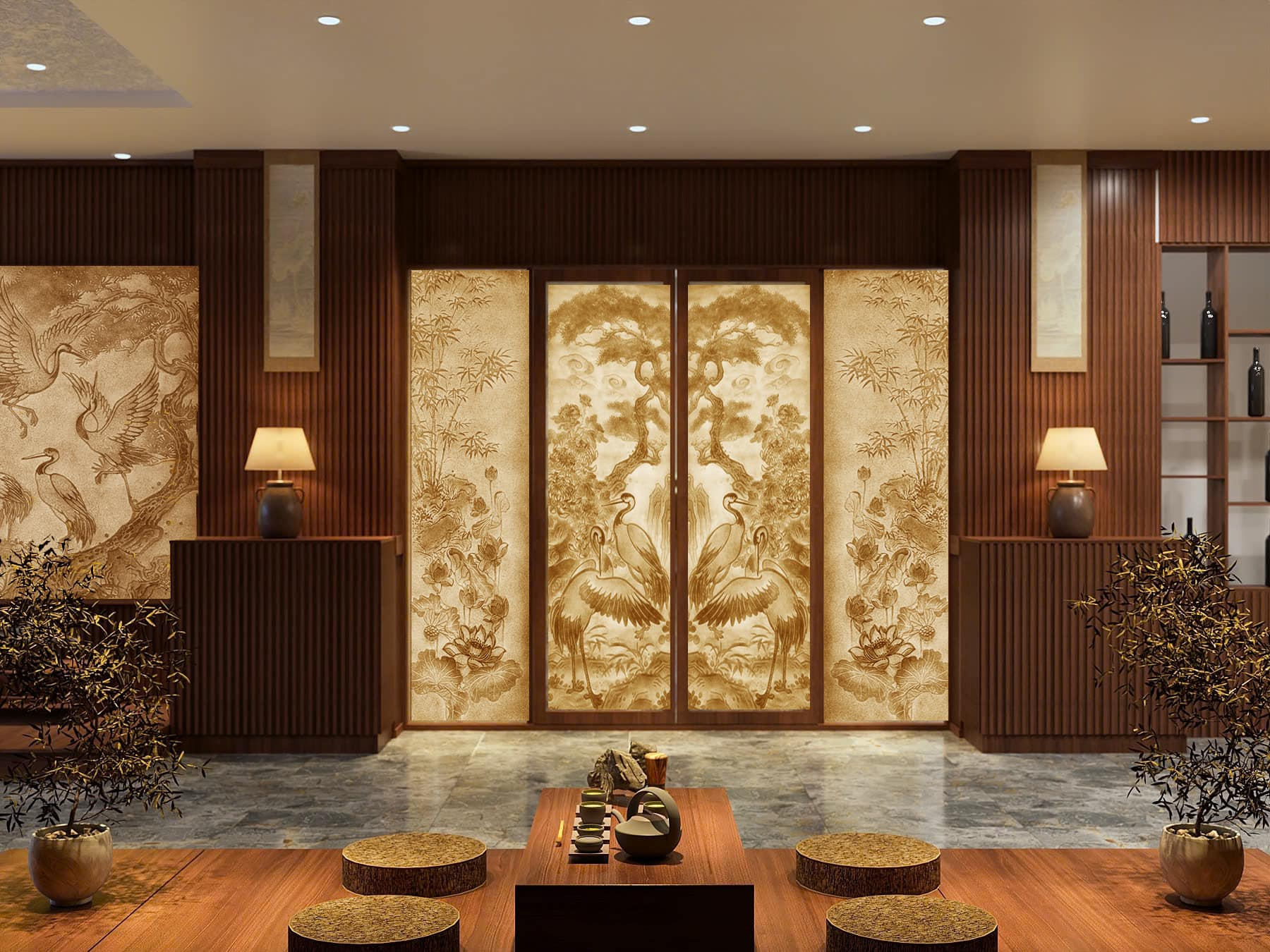
Đối xứng
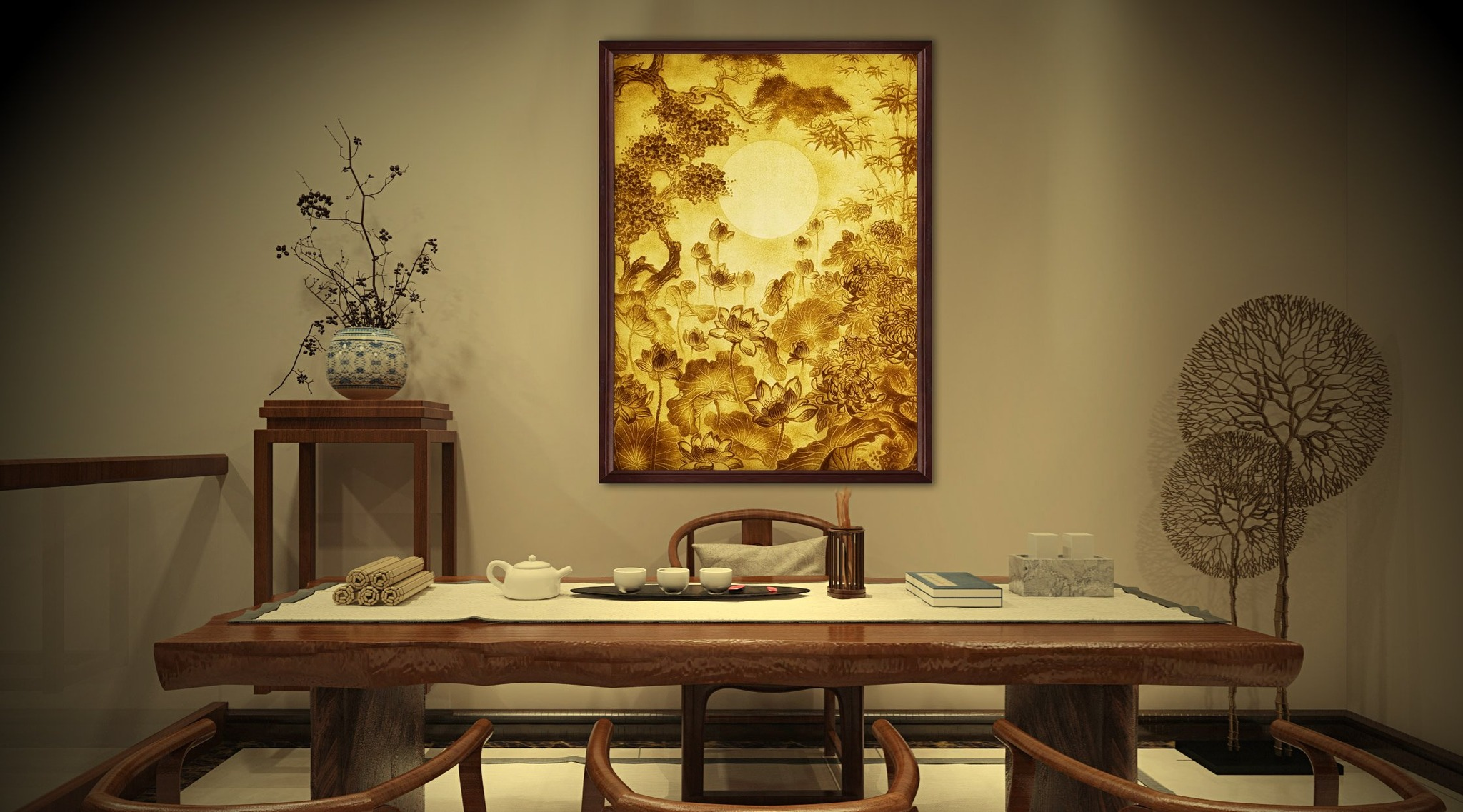
Thanh tịnh
Cư trần lạc đạo
Tịnh liên đồ
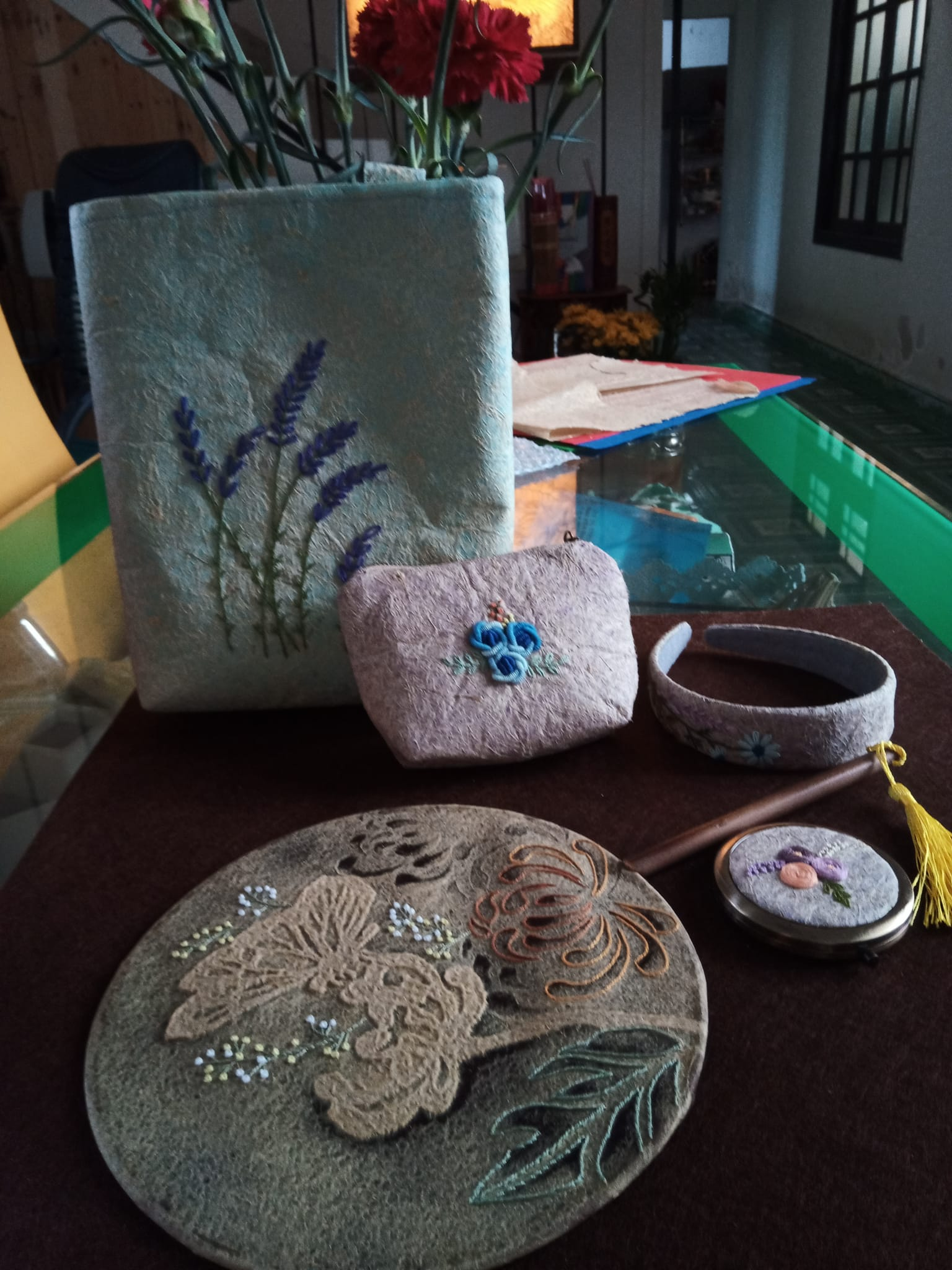
Túi và quạt
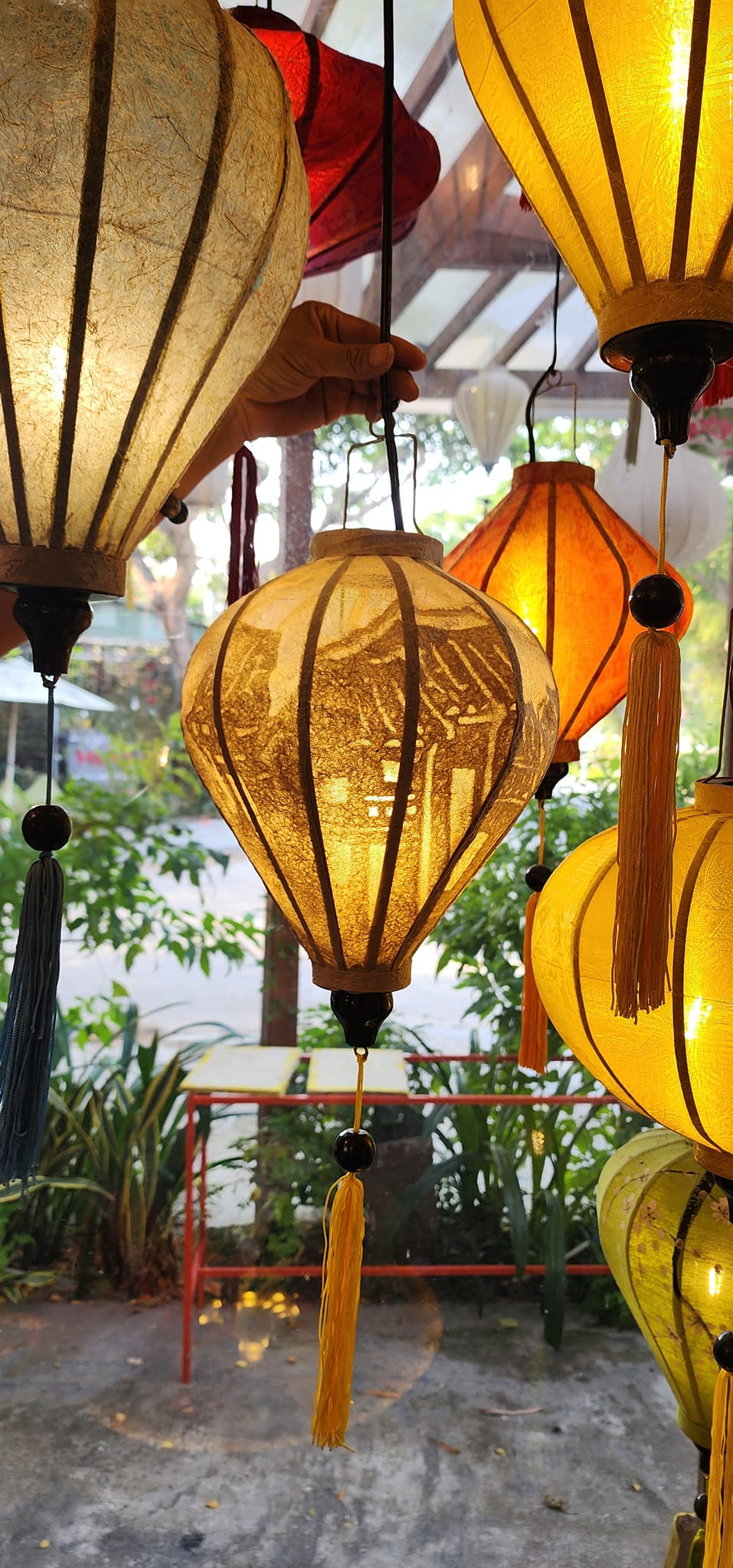
Đèn lồng
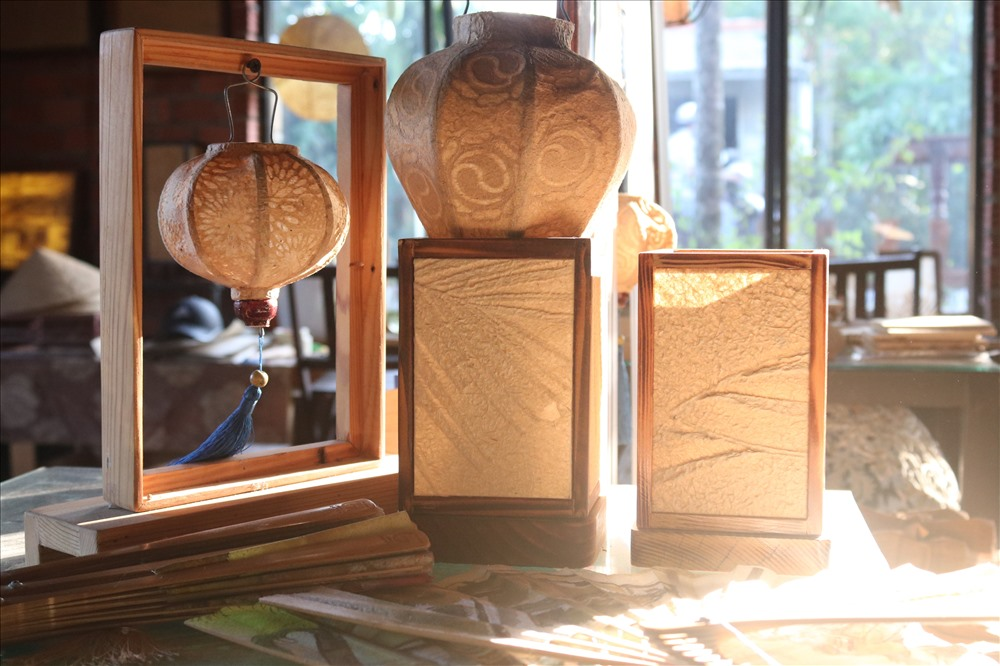
Lưu niệm